# Episodi de L'uomo di casa (nona stagione)
La nona e ultima stagione della serie televisiva L'uomo di casa, composta da 21 episodi, è stata trasmessa negli Stati Uniti su Fox dal 3 gennaio al 20 maggio 2021. 
In Italia la stagione è stata trasmessa dal 22 aprile al 24 giugno 2021 su Fox.
| n° | Titolo originale             | Titolo italiano                 | Prima TV USA     | Prima TV Italia |
| -- | ---------------------------- | ------------------------------- | ---------------- | --------------- |
| 1  | Time Flies                   | Il tempo vola                   | 3 gennaio 2021   | 22 aprile 2021  |
| 2  | Dual Time                    | Il decimo anniversario del vlog | 7 gennaio 2021   | 22 aprile 2021  |
| 3  | High on the Corporate Ladder | La grande occasione di Ryan     | 14 gennaio 2021  | 29 aprile 2021  |
| 4  | Jen Again                    | Il ritorno di Jen               | 21 gennaio 2021  | 29 aprile 2021  |
| 5  | Outdoor Toddler              | Il catalogo dell'Outdoor        | 28 gennaio 2021  | 6 maggio 2021   |
| 6  | A Fool and His Money         | Uno sciocco e i suoi soldi      | 4 febbraio 2021  | 6 maggio 2021   |
| 7  | Preschool Confidential       | Scambi pericolosi               | 11 febbraio 2021 | 13 maggio 2021  |
| 8  | Lost and Found               | Sfida automobilistica           | 18 febbraio 2021 | 13 maggio 2021  |
| 9  | Grill in the Mist            | La crisi del grill              | 25 febbraio 2021 | 20 maggio 2021  |
| 10 | Meatless Mike                | Basta carne                     | 4 marzo 2021     | 20 maggio 2021  |
| 11 | Granny Nanny                 | Nonna tata                      | 11 marzo 2021    | 27 maggio 2021  |
| 12 | Midwife Crisis               | Passaggio di testimone          | 18 marzo 2021    | 27 maggio 2021  |
| 13 | Your Move                    | La tua mossa                    | 25 marzo 2021    | 3 giugno 2021   |
| 14 | The Two Nieces of Eve        | Le due nipotine di Eve          | 8 aprile 2021    | 3 giugno 2021   |
| 15 | Butterfly Effect             | Effetto farfalla                | 15 aprile 2021   | 10 giugno 2021  |
| 16 | Parent-normal Activity       | Ordinaria mammi-nistrazione     | 22 aprile 2021   | 10 giugno 2021  |
| 17 | Love & Negotiation           | Amore e contrattazione          | 29 aprile 2021   | 17 giugno 2021  |
| 18 | Yoga and Boo-Boo             | Yoga o non yoga                 | 6 maggio 2021    | 17 giugno 2021  |
| 19 | Murder, She Wanted           | Interessi in comune             | 13 maggio 2021   | 24 giugno 2021  |
| 20 | Baxter Boot Camp             | L'addestramento Baxter          | 20 maggio 2021   | 24 giugno 2021  |
| 21 | Keep on Truckin              | Tirare avanti                   | 20 maggio 2021   | 24 giugno 2021  |